# 愛しのヘレン
「愛しのヘレン」(Helen Wheels)は、1973年にポール・マッカートニー&ウイングス（Paul McCartney & Wings）が発表した楽曲。及び同曲を収録したシングル。

## 解説
ウイングス6枚目のシングルとして1973年10月26日に発売された。イギリスで12位、アメリカで10位を記録。タイトルの「ヘレン」とは、ポールが自分の自動車に付けた名前のことで、スコットランドにある自分の農場からロンドンへ戻る旅路を歌詞にしている。
アルバム『バンド・オン・ザ・ラン』のために行われたラゴスでのレコーディング・セッションで制作された。ポールは元々アルバム『バンド・オン・ザ・ラン』に収録するつもりはなかったが、全く新曲ばかりのアルバムを発売することにレコード会社が難色を示したため、アメリカ盤に収録された。本国イギリスではオリジナル・アルバム未収録だったが、1993年、「ポール・マッカートニー・コレクションシリーズ」の一環として発売された『バンド・オン・ザ・ラン』の再発CDにボーナス・トラックとして収録された。ベスト・アルバム『夢の翼〜ヒッツ&ヒストリー〜』にも収録された。
「カントリー・ドリーマー」は、当初2枚組で発売予定だった『レッド・ローズ・スピードウェイ』に収録されるはずだったが、レコード会社が難色を示したため、やむを得ず1枚となったことで選曲から漏れ、シングルのB面曲として収録された。
また「カントリー・ドリーマー」は、日本の男女混成5人組ユニット、ブラウン・ライスのデビュー・シングルでもあり、9月にアメリカでリリースされた。当時は“日本のバンドのための書き下ろし”と話題となり、日本ではA面に阿久悠による日本語詞のヴァージョン（副題：さすらう青春）B面に英語ヴァージョンを収録して同年12月1日発売された。

## 収録曲
| #         | タイトル                                    | 作詞・作曲                                    | 時間 |
| --------- | ------------------------------------------- | --------------------------------------------- | ---- |
| 1.        | 「愛しのヘレン」( Helen Wheels)             | ポール・マッカートニー リンダ・マッカートニー | 3:48 |
| 2.        | 「カントリー・ドリーマー」(Country Dreamer) | ポール・マッカートニー リンダ・マッカートニー | 3:12 |
| 合計時間: | 合計時間:                                   | 合計時間:                                     | 7:00 |

## 演奏者

### 愛しのヘレン
- ポール・マッカートニー - リード・ボーカル、リードギター、ベースギター、ドラムス
- リンダ・マッカートニー - バッキング・ボーカル、キーボード
- デニー・レイン - バッキング・ボーカル、ギター

### カントリー・ドリーマー
- ポール・マッカートニー - リード・ボーカル、アコースティック・ギター、ピアノ、パーカッション
- リンダ・マッカートニー - バッキング・ボーカル
- デニー・レイン - ベースギター、バッキング・ボーカル
- ヘンリー・マカロック - スライドギター
- デニー・シーウェル - ドラムス